# Ariel Massengale
Ariel Chanel Massengale (Downers Grove, 10 giugno 1993) è un'ex cestista statunitense.

## Carriera
È stata selezionata dalle Atlanta Dream al terzo giro del Draft WNBA 2015 (29ª scelta assoluta).
Con gli Stati Uniti ha disputato le Universiadi di Kazan' 2013.